# Eugene Shoemaker
Eugene Merle Shoemaker (Los Angeles (Californië), 28 april 1928 – nabij Alice Springs (Australië), 18 juli 1997) was een Amerikaans geoloog, astronoom, kometenjager en aspirant astronaut.
Eugene Shoemaker was de eerste die de betekenis van inslagkraters voor de aardse geologie onderkende.

## Biografie
Eugene werd geboren in Los Angeles. Op negentienjarige leeftijd studeerde hij af in de geologie aan het California Institute of Technology in Pasadena. Na het behalen van zijn Masters Degree een jaar later ging hij werken bij de USGS, waar hij zich bezighield met het bestuderen van afzettingen van uranium in onder andere vulkaankraters. In 1951 trouwde hij met Carolyn Spellman, met wie hij in 1952 de Barringerkrater in Arizona bezocht. Daar zag hij in, dat inslagen van meteorieten een grote rol hebben gespeeld bij de vorming van kraters op de aarde en de maan. In 1960 promoveerde hij op dit onderwerp.
Hierna hield hij zich bezig met onderzoek naar kratervorming op de maan en startte zelfs de opleiding als astronaut. Om medische redenen kon hij dit niet afmaken, wel bleef hij begeleider en organisator van het geologische gedeelte van de Ranger, Surveyor en Apollo maanprogramma's van de NASA.
Behalve in kraters raakte hij ook geïnteresseerd in de objecten die ze veroorzaakten, en zette een langlopend onderzoeksprogramma op. In dit programma bleek zijn vrouw Carolyn een talent te hebben voor het ontdekken van kleine verschillen op fotografische platen. Het zoekwerk resulteerde in de vondst van 32 kometen en 40 planetoïden, de meeste met een baan die binnen die van de aarde ligt. Dit zoekwerk mondde uit in de ontdekking in 1993 van de komeet Shoemaker-Levy 9 en een jaar later de inslag ervan op de planeet Jupiter.
Dat Shoemaker als astronaut uit het Apolloprogramma moest stappen heeft hem persoonlijk zeer geraakt. Zelf was hij een bescheiden en aimabele man, maar insiders kenschetsen zijn leven als 'larger than life'. Samen met zijn vrouw Carolyn kreeg Shoemaker in 1998 de James Craig Watson Medal toegekend.

### Ongeluk
Eugene Shoemaker kwam in 1997 om het leven bij een frontale autobotsing tijdens onderzoekswerk in Australië. De NASA eerde hem door op 6 januari 1998 een capsule met zijn as en een inscriptie mee te nemen op de missie van de Lunar Prospector naar de maan om daar na 18 maanden onderzoek te pletter te slaan.

## Vernoemd
- Shoemaker, een krater in Australië en Shoemaker (maankrater), een krater bij de zuidpool van de Maan zijn naar hem vernoemd.
- Het nummer Shoemaker van het Nightwish-album Human. :II: Nature. is naar hem vernoemd.